# MotoGP 21
MotoGP 21 è un videogioco del 2021 sviluppato dall'azienda italiana Milestone, basato sul Motomondiale 2021 ed è uscito il 22 aprile 2021 per PlayStation 5, PlayStation 4, Xbox Series X, Xbox Series S, Xbox One, Nintendo Switch e Microsoft Windows. Il gioco, in continuità con il precedente, è uscito poche settimane dopo l'inizio del Motomondiale 2021. La telecronaca italiana, come nel gioco precedente, è di Guido Meda.

## Modalità di gioco
MotoGP 21 ha le modalità: Multigiocatore, Carriera Manageriale, Modalità Veloci, Campionato, Personalizzazione. Vi sono anche dei contenuti storici, di cui alcuni a pagamento.
Al lancio il gioco presentava diverse novità, tra le quali quelle più significative sono: la fisica di guida (totalmente stravolta in termine di frenata e gestione dei pesi), le luci (ora lo schermo risulta più nitido con effetti solari più accattivanti), le nuove traiettorie dell'IA (totalmente ridisegnate ma oggetto di polemiche per tagli di curve e successive cadute), la temperatura di asfalto e gomme (ora per andare al limite bisogna assicurarsi che la temperatura di pista, gomme e freni sia al range ideale). L'IA neurale 2.1, ancora più efficiente nell'ambito della guida ma soprattutto in grado di gestire usura gomme, consumi del carburante e traiettorie più realistiche, è in grado di portare il gioco a un livello simulativo superiore. La nuova IA Neurale porterà la sfida a un livello avanzato, per mettere alla prova il giocatore fin oltre i tuoi limiti mentre la Carriera Manageriale ritorna all'interno della serie con grandissime novità. Avrà a disposizione un Entourage di professionisti tra i quali c'è il Manager Personale, l'ingegnere di pista e telemetrista, il loro ruolo sarà vitale per trovare ingaggi, ottenere dati in pista e sviluppare la moto e la sinergia del team, inoltre da quest'anno è stata aggiunta l'opzione di scegliere tra il Calendario Reale o il Calendario Completo, di scegliere da quale categoria partire e la possibilità di fondare Team Junior una volta saliti di categoria e reputazione.
A livello di gameplay sono stati aggiunti anche il Long Lap Penalty, che prevede il passaggio del giocatore in una corsia esterna alla pista in caso di infrazioni gravi, e il sistema di recupero moto, attivabile tramite opzioni, che consente al giocatore di rialzarsi dopo una caduta e correre verso la moto per rialzarla al posto del classico respawn.
In aggiunta è stata ampliata la possibilità di sviluppare e potenziare la moto del giocatore in ogni aspetto come l'aerodinamica, l'elettronica, la potenza e il consumo del motore e il telaio. inoltre viene aumentata la gestione delle gomme, del carburante e dei freni, con quest'ultimi che da quest'anno si possono sostituire a propria scelta, si può personalizzare la moto del giocatore e la tuta del pilota con nuove livree in perfetto stile MotoGP.
Altri miglioramenti sono stati apportati alla grafica, alla fisica, ai danni e all'intelligenza artificiale, che sono state migliorate.

### Contenuti aggiuntivi
- MotoGP 21 - Limited Edition Liveries DLC
- MotoGP 21 - VIP Multiplier Pack DLC

## Telecronisti
in italiano:  Guido Meda

## Classi storiche
La modalità Storica torna con un format completamente nuovo, con gare complete a propria scelta che i giocatori possono correre su tutti i tracciati del gioco, ed è acquistabile il DLC per sbloccare i tre circuiti storici, che da quest'anno propongono Donington Park, Laguna Seca e Brno, quest'ultimo escluso dalle tre classi. Come MotoGP 20, ha le 2 classi storiche: la classe 500 a 2 tempi e la MotoGP a 4 tempi, ma con due cilindrate differenti.
Le classi storiche di MotoGP 21 sono:
- MotoGP 800cc 4-Tempi
- MotoGP 990cc 4-Tempi
- MotoGP 500cc 2-Tempi